# Episodi de La barriera
La prima stagione della serie televisiva La barriera (La valla), composta da 13 episodi, è stata distribuita in prima visione assoluta sulla piattaforma di streaming Atresplayer Premium dal 19 gennaio al 12 aprile 2020 e trasmessa anche in televisione su Antena 3 dal 10 settembre al 3 dicembre 2020.
In Italia la stagione è stata distribuita in prima visione sulla piattaforma di streaming Netflix l'11 settembre 2020.
| nº | Titolo originale          | Titolo italiano                | Prima visione Spagna | Pubblicazione Italia |
| -- | ------------------------- | ------------------------------ | -------------------- | -------------------- |
| 1  | Otro mundo                | Un altro mondo                 | 19 gennaio 2020      | 11 settembre 2020    |
| 2  | Mi hermana Sara           | Mia sorella Sara               | 26 gennaio 2020      | 11 settembre 2020    |
| 3  | Los niños perdidos        | I bambini smarriti             | 2 febbraio 2020      | 11 settembre 2020    |
| 4  | El roce de la piel        | Sulla pelle                    | 9 febbraio 2020      | 11 settembre 2020    |
| 5  | Los inocentes             | Gli innocenti                  | 16 febbraio 2020     | 11 settembre 2020    |
| 6  | Los pájaros sordos        | Bersagli facili                | 23 febbraio 2020     | 11 settembre 2020    |
| 7  | Un asunto de familia      | Una questione di famiglia      | 1º marzo 2020        | 11 settembre 2020    |
| 8  | El hijo de nadie          | Figlio di nessuno              | 8 marzo 2020         | 11 settembre 2020    |
| 9  | Recuerda quién eres       | Ricordati chi sei              | 15 marzo 2020        | 11 settembre 2020    |
| 10 | La zona de sombra         | La zona d'ombra                | 22 marzo 2020        | 11 settembre 2020    |
| 11 | La soledad de dos         | La solitudine insieme          | 29 marzo 2020        | 11 settembre 2020    |
| 12 | 'El discurso              | Il discorso                    | 5 aprile 2020        | 11 settembre 2020    |
| 13 | Últimos días del presente | Gli ultimi giorni del presente | 12 aprile 2020       | 11 settembre 2020    |

## Un altro mondo
- Titolo originale: Otro mundo
- Diretto da: David Molina Encinas
- Scritto da: Daniel Écija, Inés París, Roberto Martín, Jorge Valdano, Ángela Armero, Tatiana Rodríguez, Arantxa Cuesta & Veronik Silva

## Mia sorella Sara
- Titolo originale: Mi hermana Sara
- Diretto da: David Molina Encinas
- Scritto da: Daniel Écija, Inés París, Clara Botas, Roberto Martín, Jorge Valdano, Ángela Armero, David Muñoz, Tatiana Rodríguez, Arantxa Cuesta & Veronik Silva

## I bambini smarriti
- Titolo originale: Los niños perdidos
- Diretto da: David Molina Encinas
- Scritto da: Daniel Écija, Inés París, Clara Botas, Roberto Martín, Ángela Armero, David Muñoz & Veronik Silva

## Sulla pelle
- Titolo originale: El roce de la piel
- Diretto da: Oriol Ferrer
- Scritto da: Daniel Écija, Inés París, Clara Botas, Roberto Martín, Jorge Valdano, Ángela Armero & Veronik Silva

## Gli innocenti
- Titolo originale: Los inocentes
- Diretto da: Luis Oliveros
- Scritto da: Daniel Écija, Inés París, Clara Botas, Roberto Martín & Ángela Armero

## Bersagli facili
- Titolo originale: Los pájaros sordos
- Diretto da: Jesús Rodrigo
- Scritto da: Daniel Écija, Inés París, Clara Botas, Roberto Martín & Jorge Valdano

## Una questione di famiglia
- Titolo originale: Un asunto de familia
- Diretto da: Oriol Ferrer
- Scritto da: Daniel Écija, Inés París, Clara Botas, Roberto Martín & Jorge Valdano

## Figlio di nessuno
- Titolo originale: El hijo de nadie
- Diretto da: Luis Oliveros
- Scritto da: Daniel Écija, Inés París, Clara Botas, Roberto Martín & Jorge Valdano

## Ricordati chi sei
- Titolo originale: Recuerda quién eres
- Diretto da: Lucas Gil
- Scritto da: Daniel Écija, Inés París, Clara Botas, Roberto Martín & Jorge Valdano

## La zona d'ombra
- Titolo originale: La zona de sombra
- Diretto da: Oriol Ferrer
- Scritto da: Daniel Écija, Inés París, Clara Botas, Roberto Martín & Jorge Valdano

## La solitudine insieme
- Titolo originale: La soledad de dos
- Diretto da: Luis Oliveros
- Scritto da: Daniel Écija, Inés París, Clara Botas, Roberto Martín & Jorge Valdano

## Il discorso
- Titolo originale: El discurso
- Diretto da: Lucas Gil
- Scritto da: Daniel Écija, Inés París, Clara Botas, Roberto Martín & Jorge Valdano

## Gli ultimi giorni del presente
- Titolo originale: Últimos días del presente
- Diretto da: David Molina Encinas & Lucas Gil
- Scritto da: Daniel Écija, Inés París, Clara Botas, Roberto Martín & Jorge Valdano